# 6K 해상도
6K 해상도(6K resolution)는 가로 해상도가 약 6,000픽셀, 세로 해상도가 약 3,000픽셀인 디스플레이 또는 비디오 형식을 말한다. 정확한 픽셀 크기는 화면 비율과 픽셀 모양에 따라 달라진다. 6K는 4K 해상도(≈4000 수평 픽셀)와 8K 해상도(≈8000 수평 픽셀) 사이에 위치하는 비표준 해상도로, 주로 디지털 시네마, 전문 비디오 제작 및 고급 시각 효과 작업 흐름에서 사용된다.

## 개요
일반적인 6K 형식은 다음과 같다:
- 6144 × 3160 (RED 디지털 시네마 카메라에서 사용됨)[1]
- 6144 × 3456 (일부 16:9 워크플로우 및 전문가용 모니터에서 사용됨)[2]
- 6016 × 3384 (Apple Pro Display XDR 및 기타 패널에서 사용됨)[2]

이러한 해상도는 프레임당 1,900만~2,000만 픽셀 이상으로, 4K UHD의 두 배 이상이며 표준 풀 HD(1080p)의 거의 10배에 달한다.

## 활용 분야

### 전문 영화 제작
6K는 고해상도 캡처를 위해 디지털 시네마 카메라에서 널리 사용되며, 최종 출력은 4K 이하로 마스터링된다. 이를 통해 세부 사항 손실 없이 리프레이밍, 안정화 또는 크롭과 같은 후반 작업 유연성을 허용한다.
6K를 지원하는 주요 카메라에는 다음이 포함된다:
- RED WEAPON 6K 및 RED DRAGON[3]
- Blackmagic Pocket Cinema Camera 6K[4]
- Z CAM E2-F6

### 전문가용 디스플레이
2023년 현재 소비자 접근 가능한 6K 모니터는 다음과 같다:
- Apple Pro Display XDR – 6016 × 3384 픽셀[5]
- Dell UltraSharp U3224KB – 6144 × 3456 픽셀[6]

이러한 디스플레이는 주로 픽셀 정밀도와 화면 공간이 중요한 비디오 편집, 색상 보정, 사진 및 CAD 응용 프로그램에 사용된다.

## 기술적 장점
- 크롭 및 리프레이밍: 6K 영상은 해상도 손실 없이 후반 작업에서 유연성을 제공한다.
- 안정화 및 VFX: 더 높은 해상도는 시각 효과 작업, 크로마키, 디지털 줌에 도움이 된다.
- 다운샘플링: 6K 영상을 4K로 다운샘플링하면 더 선명하고 깨끗한 이미지를 생성하고 앨리어싱을 줄일 수 있다.

## 한계
장점에도 불구하고 6K 해상도에는 다음과 같은 단점이 있다: 
- 저장 및 처리: 6K 비디오는 고속 저장 장치, 대용량, 강력한 편집 시스템을 필요로 한다.
- 디스플레이 호환성: 대부분의 소비자 디스플레이는 6K를 기본적으로 지원하지 않고 1080p 또는 4K를 지원한다.
- 대역폭 및 압축: 고해상도는 더 많은 데이터를 의미하므로 더 나은 압축 및 전달 시스템이 필요하다.

## 시장 가용성
6K는 TV, 스마트폰, 노트북과 같은 소비자 제품에서는 흔하지 않다. 대신 대부분의 소비자 장치는 여전히 다음을 사용한다:
- 풀 HD (1920 × 1080)
- 쿼드 HD (2560 × 1440)
- 울트라 HD/4K (3840 × 2160)

이것들은 사용 가능한 콘텐츠와 더 잘 호환되며 대량 시장 사용에 더 저렴하고 효율적이며 대역폭 친화적이다.
다만, 유튜브와 같은 플랫폼은 6K 업로드를 지원하며, 독립 영화 제작자들은 콘텐츠 제작을 위해 6K를 점점 더 많이 사용하고 있다.

## 비교표
| 해상도 | 픽셀 수 (약)  | 일반적인 사용             |
| ------ | ------------- | ------------------------- |
| 1080p  | 210만         | 소비자 HD 비디오          |
| 4K UHD | 830만         | 주류 콘텐츠               |
| 6K     | 1900만–2000만 | 전문 시네마               |
| 8K UHD | 3320만        | 실험 및 초고급 디스플레이 |